# Terellia clarissima
Terellia clarissima är en tvåvingeart som beskrevs av Valery Korneyev 1987. Terellia clarissima ingår i släktet Terellia och familjen borrflugor.
Artens utbredningsområde är Ukraina. Inga underarter finns listade i Catalogue of Life.